# 大阪府道801号大阪吹田自転車道線
大阪府道801号大阪吹田自転車道線（おおさかふどう801ごう おおさかすいたじてんしゃどうせん）は、大阪府大阪市北区から吹田市に至る、自転車・歩行者専用の一般府道である。

## コースの概要
北区の、国道25号・大江橋南詰交差点（大阪市役所北側）付近をスタート。
中之島公園を通り天神橋を渡り南天満公園付近で旧淀川（大川）右岸を走る。川崎橋を渡って旧淀川（大川）左岸を走り、桜之宮公園（毛馬桜之宮公園）を経て毛馬（毛馬閘門、毛馬排水機場）へ。
ここから淀川左岸の堤防天端を走り鳥飼大橋へ。
ここから中央環状線沿いを北上して万博記念公園に至る。
都島区大東町三丁目 （JRおおさか東線淀川橋梁〈通称：赤川鉄橋〉）付近で、なにわ自転車道（大阪府道803号旭西淀川自転車道線）と合流していたが、2019年（平成31年）春のおおさか東線（新大阪駅 - 放出駅間）の開業に向けて、淀川橋梁を含む城東貨物線は複線化されることとなり、2013年（平成25年）10月31日限りで歩道部分は閉鎖された。
守口市大日町四丁目（中央環状線 鳥飼大橋南詰）付近で、北河内サイクルライン（大阪府道804号北河内自転車道線）と合流。また、大阪市都島区の川崎橋南詰に近接する備前島地下道で京阪京阪本線をくぐると、自転車・歩道者専用橋である大坂橋を経由して大阪城公園へ行くことが出来る（ただし、備前島地下道は自転車を降りる必要がある。自転車利用は東へ約250mの迂回が求められる）。

### 路線データ
- 陸上距離：20.1km（全区間供用開始済）
- 起点：大阪府大阪市北区中之島一丁目（大阪市役所前）
- 終点：大阪府吹田市千里万博公園 （万博記念公園野球場前付近）

## 路線状況

### 別名
- 北大阪サイクルライン
- 北大阪周遊自転車道

### 中之島遊歩道
大阪市側基点の大江橋南詰交差点（大阪市役所北側）より、歩行者・自転車専用道路の中之島遊歩道（中之島プロムナード）が、大阪市北区中之島六丁目（中之島センタービル・上船津橋付近）まで設けられている。
現在、京阪中之島線建設工事のため、大江橋より堂島大橋まで堂島川上の仮設遊歩道で代替されている。
- 陸上距離：2.0km

### ホームレス
桜之宮公園（毛馬桜之宮公園）付近ではホームレスの人たちがブルーシートや段ボール等を資材としてテント・小屋掛けをしたりしている。

### 障害物
中央環状線沿いのコースでは、信号・跨線橋などが多数ある。
阪急京都本線の南茨木駅付近とJR京都線を横切る（サッポロビール大阪工場付近）場所では跨線橋上を走行する必要性がある。

## 地理

### 通過する自治体
- 大阪府
  - 大阪市（北区 - 都島区 - 旭区） - 守口市 - 摂津市 - 茨木市 - 吹田市

### 周辺情報
大阪市北区より吹田市までの通過地点順に並べている。
- 旧淀川（大川、堂島川）
- 中之島
- 大阪市役所
- 大阪府立中之島図書館
- 中之島公園
- 大阪市中央公会堂
- 大阪市立東洋陶磁美術館
- 大阪造幣局（桜の通り抜け）
- 天神祭
- 大坂城
- 藤田美術館
- 毛馬水門、毛馬閘門、毛馬排水機場、淀川大堰 （国土交通省、大阪府都市整備部）
- おおさか東線・淀川橋梁 (おおさか東線)（赤川鉄橋）
- 淀川
- 淀川河川公園
- 城北公園
- 菅原城北大橋
- 庭窪浄水場 （大阪市水道局）
- 東海道新幹線 大阪運転所（鳥飼基地）
- 塩野義製薬 摂津工場
- 東洋製罐 茨木工場
- イオンモール茨木
- 吹田市資源リサイクルセンター
- 万博記念公園
  - エキスポシティ
  - 万博記念競技場
  - 市立吹田サッカースタジアム